# Evil Invaders (groupe)
Pour les articles homonymes, voir Evil Invaders.
Evil Invaders est un groupe belge de thrash metal et speed metal, originaire de Bourg-Léopold, en Région flamande. 

## Histoire
Le groupe est formé en 2007 et son nom est emprunté à la chanson homonyme de Razor. Johannes « Joe » Van Audenhove, membre fondateur, est le seul membre d'origine restant. En 2009, une première formation avait été trouvée. Le premier concert a lieu début 2009. Après une première démo sous le titre de D-emokill (2009), le groupe sort un EP éponyme en 2013. Après la sortie de l'EP, le groupe donne des concerts nationaux et internationaux. En 2014 et 2015, en plus de quatre tournées européennes avec Destruction, Majesty, Skull Fist et Lost Society, le groupe effectue deux tournées au Japon et participe à des festivals comme Party.San, Graspop Metal Meeting, Pukkelpop et Out and Loud. Début 2015, le groupe sort son premier album Pulses of Pleasure via Napalm Records. Sur celui-ci, le groupe est composé du chanteur et guitariste Johannes « Joe » Van Audenhove, du guitariste Sam Lemmens, du batteur Senne Jacobs et du bassiste Maxheim aka Max Mayhem, qui rejoint le line-up en décembre 2014,. Trois concerts sont organisés à l'occasion de la sortie du disque, auxquels participent plus de 1500 personnes. En 2016, le groupe participe notamment au Summer Breeze, et une tournée européenne est organisée avec Suicidal Angels, Mortillery et Skull Fist. 
Après un EP, In for the Kill en 2016, le deuxième album Feed Me Violence suit en 2017, toujours via Napalm Records. Cette même année, le groupe participe notamment au Metal Hammer Paradise, aux MetalDays, au Bang Your Head et à nouveau au Graspop Metal Meeting. En 2018, le groupe participe au Wacken Open Air.

## Style musical
laut.de a estimé que le groupe faisait « concurrence à Annihilator dans ses meilleurs jours. » Sur son premier album, le groupe joue du thrash metal classique qui s'inspire fortement du son de la baie de San Francisco. Selon le groupe lui-même, il s'inspire des débuts de Metallica, avant la sortie de Kill 'Em All, lorsque Dave Mustaine était encore dans le groupe. En outre, ils décrivent leur style musical comme un mélange de heavy metal, thrash metal, speed metal, new wave of British heavy metal, Mercyful Fate, Iron Maiden, et W.A.S.P.. Selon James Christopher Monger d'AllMusic, le groupe joue un mélange de thrash et de speed metal influencé par des groupes comme Motörhead, Exodus, Black Sabbath, Slayer, Death et les débuts de Metallica. Dans une interview avec Markus Endres de Metal.de, Johannes Van Audenhove a déclaré que le groupe jouait un mélange de heavy, speed et thrash metal inspiré du style des années 1980. Tous les membres participent à l'écriture des chansons de manière égale. La plupart du temps, les membres enregistrent des choses chez eux, se les envoient mutuellement et en discutent ensuite ensemble pendant les répétitions. Il écrit les textes, qui sont généralement l'expression de ses sentiments à certains moments de sa vie.
Oliver Weinsheimer du Rock Hard a écrit dans sa critique de l'EP éponyme que l'on y entendait du speed metal classique, agrémenté de « textes à la limite de la débilité et de pseudonymes musicaux amusants. » Le chant est un mélange de John Gallagher (Raven) et de Dan Beehler (Exciter).

## Discographie

### Albums studio
- 2015 : Pulses of Pleasure (Napalm Records) (33e place des charts belges[14])
- 2017 : Feed Me Violence (Napalm Records) (93e place des charts belges)
- 2022 : Shattering Reflection (Napalm Records)

### Singles
- 2009 : D-emokill (démo)
- 2013 : Evil Invaders (EP, Empire Records)
- 2016 : In for the Kill (EP, Napalm Records)